# Bette Davis Eyes
Bette Davis Eyes (Очи Бети Дејвис) је песма коју су 1974. написале Дона Вејс и Џеки Дешанен, за певачицу Ким Карнес, која ју је снимила 1980. а издала као сингл 27. марта 1981. године. Девет недеља је била најслушанија у Сједињеним Државама, а на Билбордовој листи 100 највећих хитова 1981. завршила је на првом месту. У још тридесетједној држави је била најслушанија песма године, а на листи највећих хитова осмадесетих заузела је друго место. Награђена је Гремијем за најбољу песму и најбољи снимак године. Бети Дејвис је назвала текстописце и певачицу и захвалила им се на тако лепом знаку пажње. Глумици је ова песма прирасла к срцу јер је тек захваљујући њој њен унук схватио колика је звезда била његова бака.